# Pericyma polygrammata
Pericyma polygrammata là một loài bướm đêm trong họ Erebidae.